# Herbert Christopher Robinson

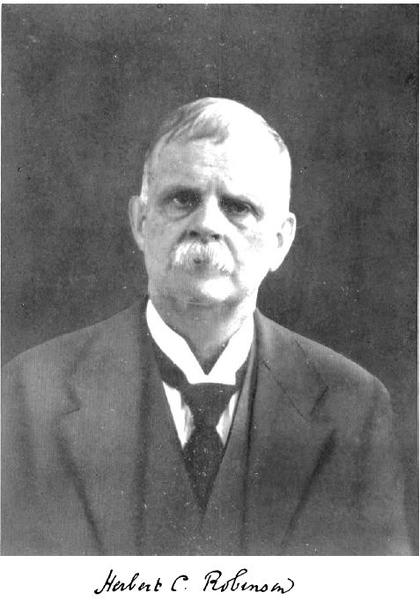
H. C. Robinson

Herbert Christopher Robinson (* 4. November 1874 in Liverpool; † Juni 1929 in Oxford) war ein britischer Zoologe und Ornithologe. Er ist vor allem für die Initiierung und seinen Beitrag zu dem wichtigen ornithologischen Werk The Birds of the Malay Peninsula bekannt.

## Leben
Robinson kam in Liverpool zur Welt. Zu seiner großen Familien gehörten vor allem Anwälte und andere Akademiker. Er studierte am Marlborough College, schloss sein Studium aus gesundheitlichen Gründen jedoch nicht ab. Eine geplante Expedition nach Neuguinea, um dort Belegexemplare zu sammeln, musste ebenfalls aus gesundheitlichen Gründen abgesagt werden. Er arbeitete zunächst am World Museum Liverpool und war dort gemeinsam Henry Ogg Forbes, bevor er als Angestellte des Öffentlichen Dienstes nach Malaysia ging und dort die Leitung von Museen übernahm. Er war zunächst von 1903 bis 1926 in Selangor stationiert und kehrte nach Großbritannien nur im Jahre 1920 zurück. Von 1908 an war Cecil Boden Kloss am Museum in Kuala Lumpur sein Mitarbeiter.
Herbert Christopher Robinson ging 1926 in den Ruhestand und begann an einem umfassenden Werk über die Avifauna der malaiischen Halbinsel zu arbeiten. Von diesem Werk gab er die ersten zwei Bände heraus und hatte das Manuskript zum dritten Band weitgehend fertiggestellt, bevor er in einem Pflegeheim in Oxford zu Beginn des Jahres 1929 starb. Das letztlich fünfbändige Werk über die Avifauna Malaysias wurde letztlich von anderen Autoren fertiggestellt. Beteiligt war unter anderem Frederick Nutter Chasen.

## Veröffentlichungen (Auswahl)
- Herbert Christopher Robinson, Cecil Boden Kloss: Nine new oriental birds. In: Journal of the Federated Malay States Museums. Band 10, Nr. 3, 1921, S. 203–206 (online [abgerufen am 17. März 2017]).
- Herbert Christopher Robinson, Cecil Boden Kloss: On Birds from South Annan and Cochin China. In: The Ibis (= 11). Band 1, Nr. 22, 1911, S. 392–453 (online [abgerufen am 17. März 2017]).

## Einzelbelege
1. ↑  Journal of the Malayan Branch of the Royal Asiatic Society. Malayan Branch of the Royal Asiatic Society, 1932, abgerufen am 17. März 2017.
2. ↑  Nachruf im ornithologischen Magazin Emu, aufgerufen am 18. März 2017.

| Personendaten    | Personendaten                      |
| ---------------- | ---------------------------------- |
| NAME             | Robinson, Herbert Christopher      |
| KURZBESCHREIBUNG | britischer Zoologe und Ornithologe |
| GEBURTSDATUM     | 4. November 1874                   |
| GEBURTSORT       | Liverpool                          |
| STERBEDATUM      | Juni 1929                          |
| STERBEORT        | Oxford                             |